# Ingvald Smith-Kielland
Ingvald Marillus Emil Smith-Kielland (Egge, 9 agosto 1890 – Oslo, 29 gennaio 1984) è stato un militare, diplomatico e dirigente sportivo norvegese.

## Biografia
Era il figlio del colonnello Ingvald Mareno Smith-Kielland (1863-1949), e di sua moglie, Ragnhild Johanne Duborgh (1869-1961). Era il fratello di pittore Per Smith-Kielland. Attraverso la sua nonna Maren Elisabeth Bull Kielland, era un cugino di primo grado di Alexander Kielland.

## Carriera
Si laureò presso l'Accademia militare norvegese (1911) e il Collegio militare norvegese (1913), dopo alcuni anni nell'esercito, entrò nel Ministero degli affari esteri nel 1920.
Inoltre, prima della seconda guerra mondiale, Smith-Kielland era un funzionario dello sport. Fu il segretario generale della Federazione Internazionale Sci (1934-1938) e presiedette la Federazione sciistica della Norvegia (1934-1936). Nel 1918 sposò Elisabeth Hesselberg-Meyer (1897-1982), figlia di un proprietario terriero.
Dal 1929 al 1938 era vicedirettore presso il Ministero degli affari esteri. Fu consigliere della legazione norvegese a Londra (1938-1941 e 1943-1944), e come ufficiale presso la legazione norvegese a Stoccolma (1941-1943). Nel 1943 partecipò al matrimonio di Bjørn Ostring. Tra gli altri ospiti del matrimonio vi erano: Vidkun Quisling, Sverre Riisnæs, Frederik Prytz, Axel Heiberg Stang e Rolf Jørgen Fuglesang. Dal 1944 lavorò per il governo in esilio e dopo la fine della guerra divenne ambasciatore presso la Repubblica Cecoslovacca. Nel 1948 ritornò in Norvegia.
Nel 1949 è stato nominato ciambellano e maresciallo di corte di Haakon VII di Norvegia, e nel 1955 è stato promosso a Lord Chamberlain.

## Morte
Morì il 29 gennaio 1984 a Oslo.